# King's Field II
King's Field II est un jeu vidéo de type dungeon crawler développé et édité par FromSoftware sorti en 1995 sur PlayStation.

## Accueil
- Famitsu : 35/40[1]